# Нойкирх (Тетнанг)
Нойкирх (нем. Neukirch) — община в Германии, в земле Баден-Вюртемберг.
Подчиняется административному округу Тюбинген. Входит в состав района Боденское озеро. Население составляет 2659 человек (на 31 декабря 2010 года). Занимает площадь 26,58 км².